# Jatropha bullockii
Jatropha bullockii är en törelväxtart som beskrevs av Emily Jane Lott. Jatropha bullockii ingår i släktet Jatropha och familjen törelväxter. IUCN kategoriserar arten globalt som sårbar. Inga underarter finns listade i Catalogue of Life.